# Глушков, Иван Васильевич
Ива́н Васи́льевич Глушко́в (1918—1988) — участник Великой Отечественной войны, командир эскадрильи 10-го отдельного разведывательного авиационного полка 1-й воздушной армии 3-го Белорусского фронта, майор. Герой Советского Союза.

## Биография
Родился 29 декабря 1918 года в с. Верх-Бобровка, ныне Залесовского района Алтайского края, в семье крестьянина. Русский.
После окончания школы окончил 2 курса Барнаульского педагогического техникума. В комсомол вступил в 1933 году. По спецнабору ЦК ВЛКСМ в 1936 году был призван в Красную Армию. В 1938 году окончил Пермскую авиационную школу. Участник Великой Отечественной войны с июня 1941 года. Член ВКП(б)/КПСС с 1943 года.
Командир эскадрильи 10-го отдельного разведывательного авиационного полка майор Иван Глушков к февралю 1945 года произвёл 317 боевых вылетов, в том числе 31 ночной вылет на самолёте Р-5 на бомбёжку войск и 241 вылет на самолёте Пе-2 на бомбардировку аэродромов, железнодорожных станций, крупных железнодорожных узлов в полосе Западного и 3-го Белорусского фронтов. Войну окончил в Восточной Пруссии.
После войны продолжал службу в ВВС СССР. В 1955 году окончил командный факультет Военно-воздушную академию. С 1960 года подполковник Глушков — в запасе. Работал на Омском нефтекомбинате. Проживал в Омске, находился на пенсии.
Умер в 26 декабря 1988 года. Похоронен на Старо-Северном кладбище города.

## Награды
- Звание Героя Советского Союза присвоено 19 апреля 1945 года.
- Награждён орденом Ленина, тремя орденами Красного Знамени, орденами Александра Невского и Отечественной войны 1 степени, двумя орденами Отечественной войны 2 степени, двумя орденами Красной Звезды, а также медалями.

## Память
- Именем Героя названа улица г. Барнаула[1].
- Биография Глушкова находится в сборнике «Боевая слава Алтая» (3-е издание, 1978 год) и в сборнике «Золотые звезды Алтая» — I. Он включён в Энциклопедию Алтайского края[2].
- Его имя увековечено на Мемориале Славы в г. Барнауле[2].
- Его имя увековечено на Мемориале «Слава героям» в г. Омск.